# Legenda o ciosie w plecy

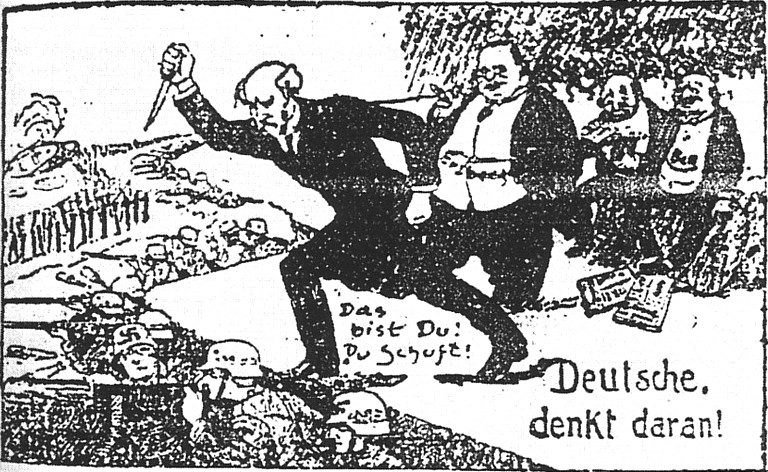
Karykatura przedstawiająca Philippa Scheidemanna i Matthiasa Erzbergera wbijających nóż w plecy armii niemieckiej

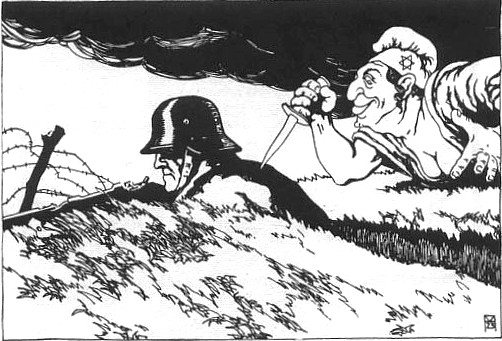
Karykatura przedstawiająca Żydówkę w przebraniu francuskiej Marianny, zadającą cios w plecy walczącemu żołnierzowi niemieckiemu

Legenda o ciosie w plecy (niem. Dolchstoßlegendeⓘ) – teoria spiskowa rozpowszechniona w niemieckich kręgach narodowych po 1918 roku, głosząca, że winę za przegraną I wojnę światową ponoszą socjaliści (rząd Eberta), którzy podpisali rozejm w Compiègne kończący wojnę.

## Historia
Niemal do końca wojny cesarz niemiecki Wilhelm II Hohenzollern i generalny kwatermistrz Armii Cesarstwa Niemieckiego generał Erich Ludendorff wierzyli w zwycięstwo Niemiec. Gdy w sierpniu 1918 roku Wielka Kwatera Główna armii niemieckiej zrozumiała, że zwycięstwo w wojnie było niemożliwe, zażądała od rządu Georga von Hertlinga wystąpienia z propozycją zawieszenia broni. Ta prośba spadła na Niemców oraz na niemiecką opinię publiczną jak grom z jasnego nieba i wywołała wstrząs. Do tej pory dowództwo utrzymywało, że dzięki poświęceniu narodu niemieckiego wygranie wojny wciąż było możliwe. Dowódcy systematycznie wprowadzali w błąd opinię publiczną o sytuacji na froncie, gdy tymczasem sytuacja była krytyczna. Niemieckie społeczeństwo ponosiło wiele wyrzeczeń (między innymi reglamentacja towarów), ale władze cały czas utrzymywały, że sytuacja wojskowa i strategiczna była dużo lepsza niż w rzeczywistości, a zwycięstwo było na wyciągnięcie ręki. Wielu niemieckich żołnierzy i cywilów żyło w przekonaniu, że chociaż w miarę trwania wojny ich życie było coraz cięższe, ich kraj był bliski zwycięstwa. Wielu Niemców nie mogło pogodzić się z przegraną wojną i koniecznością kapitulacji, jeśli żołnierze wroga nie penetrują głęboko ich kraju. Tymczasem niemieckie wojska stacjonowały daleko od granic cesarstwa, czyli we Francji, Belgii, głęboko w Rosji i na Ukrainie. W wojnie poległo około 2 milionów Niemców, a okazało się, że ich ofiara była daremna. Dodatkowo powszechnie wierzono, że wojna została wywołana przez koalicję Francji, Rosji i Wielkiej Brytanii, aby naruszyć niemiecką potęgę oraz narzucić cywilizowanemu i kulturalnemu narodowi prymitywny materializm aliantów.
Winą za zdradę Niemiec i spowodowanie klęski wojennej obarczano głównie demokratów i socjalistów. Oskarżenie to zostało wykorzystane przez propagandę nazistowską, która za domniemane działania sabotażowe w dziedzinie polityki i gospodarki oskarżała niemieckich Żydów i inne narodowości. Celem ich działań miała być porażka Niemiec w I wojnie światowej. Według nazistów wydarzeniem, które bezpośrednio wiąże się z działaniem środowiska żydowskiego, była prośba o zawieszenie broni ze strony sztabu Armii Cesarstwa Niemieckiego na początku października 1918 roku, której bezpośrednią konsekwencją miało być podpisanie traktatu wersalskiego.
W Bawarii w kwietniu 1919 roku, w trakcie rewolucji listopadowej, została na krótko utworzona socjalistyczna Bawarska Republika Rad. Ponieważ większość jej kierownictwa była pochodzenia żydowskiego, spowodowało to wywołanie w narodzie niemieckim skojarzenia, że bolszewizm i judaizm były zasadniczo tym samym.
W Niemczech w latach 1918–1945 polityków prowadzących w 1918 roku negocjacje w sprawie kapitulacji i w efekcie obarczonych odpowiedzialnością za traktat zwano „listopadowymi zbrodniarzami”.